# Goświnowice
Goświnowice (niem. Friedenthal-Giesmannsdorf) – wieś w Polsce położona w województwie opolskim, w powiecie nyskim, w gminie Nysa.
W latach 1945–1954 siedziba gminy Goświnowice. W latach 1954–1968 wieś należała i była siedzibą władz gromady Goświnowice, po jej zniesieniu w gromadzie Nowaki. 
We wsi znajduje się stacja kolejowa Goświnowice. W pobliżu stacji kolejowej znajduje się zakład produkcji bioetanolu Bioagra. Zakład Produkcji Etanolu „Goświnowice”, uznawany za położony w Goświnowicach, choć faktycznie jest w obszarze obrębu Głębinów i ma adres w Głębinowie

## Nazwa
W sierpniu 1939 r. nazwę miejscowości zmieniono na Großgiesmannsdorf.

## Zabytki
Do wojewódzkiego rejestru zabytków wpisany jest:
- aleja kasztanowców, na cmentarzu parafialnym.

inne zabytki:
- gród, z XIV wieku istniał kiedyś na terenie miejscowości. Grodzisko nie zachowało się do dziś,
- dwór należący do właściciela miejscowego browaru i majątku, istniał do 1945 roku w parku na zachodnim skraju miejscowości,
- browar, zakład został założony w 1857 r. przez Carla Friedenthala posiadającego również majątek w tejże miejscowości. Browar został zniszczony w 1945 r. Do dzisiaj pozostał budynek warzelni, piwnice, część budynków magazynowych oraz słodownia i gorzelnia jako odrębne przedsiębiorstwa,
- kościół parafialny pod wezwaniem Nawiedzenia NMP. Zbudowany w 1872 r.,
- kościół ewangelicki wybudowany w 1875 r. W czasie działań wojennych w 1945 r. został trafiony pociskiem artyleryjskim w czasie walk o Nysę i okolicę. W ścianie bocznej kościoła pocisk wybił dużą dziurę. W 1950 roku kościół stał kompletny tj. z pełnym wyposażeniem. Dopiero w 1951 r. nastąpiła dewastacja i rozbiórka kościoła (potrzebowano cegieł i materiałów do odbudowy domostw). Jeszcze w 1954 r. można było zajrzeć do podziemi kościoła, gdzie stały ołowiane trumny. Proboszcz parafii rzymskokatolickiej w Goświnowicach, ks. Adam Igielski, doprowadził do zasypania podziemi gruzem, aby przerwać bezczeszczenie zwłok zmarłych. Obok kościoła było dużo grobów i kute ogrodzenie. Wszystko to zostało rozkradzione. Dzisiaj po kościele, cmentarzu i ogrodzeniu pozostały znikome ślady[potrzebny przypis].

## Turystyka
15 lipca 2010, w ramach organizowanego w Prudniku VI Europejskiego Tygodnia Turystyki Rowerowej, w którym wzięli udział rowerzyści z całej Europy, przez Goświnowice prowadziła trasa „Szlakiem błogosławionej Marii Luizy Merkert”.